# Paseo Akia
Paseo Akia es un centro comercial del tipo community center ubicado al poniente de la ciudad de Apatzingán de la Constitución, Michoacán, México, propiedad de la empresa arquitectónica HN Arquitectos. La obra inició su construcción el 23 de marzo de 2020, encabezado por el entonces presidente municipal de Apatzingán, José Luis Cruz Lucatero, e inició sus operaciones el 26 de febrero de 2022 con la inauguración de la cafetería mexicana Black Coffee Gallery, encabezado por el gerente de franquicias del centro comercial Paseo Akia, Gerardo Vargas. El complejo comercial fue inaugurado de manera oficial el 24 de agosto de 2022 con la apertura del complejo cinematográfico Cinépolis, encabezado por el entonces gobernador del Estado de Michoacán, Alfredo Ramírez Bedolla.

## Historia
Paseo Akia surgió el 23 de marzo de 2020 cuando la empresa HN Arquitectos, propiedad del arquitecto mexicano Ramón Hafid Nares Torres, inició la construcción del complejo comercial ubicado al poniente de la ciudad de Apatzingán de la Constitución, el cual fue encabezado por el entonces presidente municipal de Apatzingán, José Luis Cruz Lucatero, con el objetivo de reactivar la economía del municipio a través de la generación de empleos a partir de la construcción del centro comercial.
El 2 de marzo de 2021, durante la etapa de construcción del centro comercial, empresarios que participaron en la construcción de Paseo Akia, encabezado por el empresario Omar Campos, donaron una red de drenaje sanitario y pluvial al municipio de Apatzingán de la Constitución, el cual fue recibida por el entonces presidente municipal, José Luis Cruz Lucatero, cuya red consta de 1,5 km de tubería de 20 pulgadas de díametro, esto con el objetivo de desembocar en la planta de aguas residuales de la ciudad, cuyas descargas de Paseo Akia serán aprovechadas y tratadas en el riego agrícola, el cual benefició a 100 familias de la colonia Ampliación Varrillero.
El 30 de noviembre de 2021, inicia la construcción del complejo cinematográfico Cinépolis a través de la colocación de la primera piedra, el cual fue encabezado por el entonces Gobernador del Estado de Michoacán, Alfredo Ramírez Bedolla, junto con inversionistas del centro comercial Paseo Akia y el entonces presidente municipal de Apatzingán, José Luis Cruz Lucatero.
El centro comercial inició sus operaciones el 26 de febrero de 2022 con la apertura de la cafetería mexicana Black Coffee Gallery, cuya ceremonia de inauguración fue encabezada por el entonces presidente municipal de Apatzingán, José Luis Cruz Lucatero, acompañado de los empresarios del centro comercial Paseo Akia y del Gerente de Franquicias y Proyectos de Black Coffee Gallery, Gerardo Vargas, con el objetivo de impulsar el desarrollo económico del municipio de Apatzingán y la región de Tierra Caliente, en el que a partir de allí, el complejo iniciaría la apertura de tiendas y restaurantes, inaugurando su primera etapa el 4 de marzo de 2022.
El 24 de agosto de 2022, el complejo comercial Paseo Akia fue inaugurado de manera oficial con la apertura del complejo cinematográfico Cinépolis a través de siete salas de cine, cuyo corte de listón inaugural fue encabezado por el entonces Gobernador del Estado de Michoacán, Alfredo Ramírez Bedolla junto con el presidente municipal de Apatzingán José Luis Cruz Lucatero, así como de empresarios del centro comercial encabezado por el presidente del Consejo de Administración de la plaza comercial, Omar Campos Ruiz, así como de directivos de la cadena cinematográfica Cinépolis, encabezado por el gerente de Operaciones de Cinépolis, Carlos Covarrubias, cuya apertura del complejo cinematográfico generó un total de 70 empleos directos y 70 indirectos. Posteriormente, el 22 de diciembre de 2022, inició operaciones la tienda departamental Coppel dentro del centro comercial.
El 17 de enero de 2023, el centro comercial Paseo Akia fue destacada por la Revista mexicana Revista Adhoc, la cual se especializa en Arquitectura, diseño de interiores, arte, tecnología, informática y comunicaciones enfocadas a la construcción, quien señaló al proyecto como un detonador de desarrollo económico y comercial de la Región Tierra Caliente.
El 28 de junio de 2024, Paseo Akia se reestructura con la inauguración e inicio de operaciones de la cadena de gimnasios Smart Fit.  El 21 de noviembre de 2024, Paseo Akia pasa por otra reestructuración con el inicio de operaciones de la cafetería internacional Starbucks Coffee, cuya ceremonia de inauguración y corte de listón inaugural de la franquicia fue encabezada por la presidenta municipal Fanny Arreola Pichardo junto con el empresario Omar Campos, el cual con su apertura generó crecimiento económico y fuentes de empleo al municipio de Apatzingán. 

## Características
Paseo Akia consta de un centro comercial estilo community center al aire libre estructurado a una sola planta ubicado al poniente de la ciudad de Apatzingán de la Constitución, Michoacán, el cual cuenta con un área rentable de 12,400 m².
Empresarial y comercialmente, el centro comercial está conformado con un total de 30 espacios comerciales, de los cuales tres de ellos son de tiendas ancla conformadas por una tienda departamental Coppel, una cadena de gimnasios Smart Fit y un complejo de 7 salas de cine de la cadena Cinépolis más una subancla conformada por la cafetería internacional Starbucks Coffee, la cual fue inaugurada por la alcaldesa de Apatzingán, Fanny Arreola Pichardo, el 21 de noviembre de 2024. En tanto, los 26 espacios restantes la conforman tiendas y boutiques bajo las divisiones de ropa, calzado, accesorios, artículos para el hogar, cuidado personal, joyería y telefonía celular, entre otros, así como servicios, universidad privada, restaurantes, puestos de comida y sitios de entretenimiento de índole local, estatal, nacional e internacional.
Administrativamente, el centro comercial Paseo Akia es propiedad de la empresa arquitectónica mexicana HN Arquitectos, propiedad del arquitecto mexicano Ramón Hafid Nares Torres.

## Acontecimientos
El 2 de marzo de 2021, durante la etapa de construcción del centro comercial, empresarios que participaron en la construcción de Paseo Akia, el cual es encabezado por el empresario Omar Campos, donaron una red de drenaje sanitario y pluvial al municipio de Apatzingán de la Constitución, el cual fue recibida por el entonces presidente municipal, José Luis Cruz Lucatero, cuya red de drenaje sanitario consta de 1,5 km de tubería de 20 pulgadas de díametro con la finalidad de desembocar en la planta de aguas residuales de la ciudad, cuyas descargas de Paseo Akia serán aprovechadas y tratadas en el riego agrícola, beneficiando a 100 familias de la colonia Ampliación Varrillero.
El 17 de enero de 2023, el centro comercial Paseo Akia fue destacada por la Revista Adhoc, especializada en Arquitectura, diseño de interiores, arte, tecnología, informática y comunicaciones enfocadas a la construcción, la cual señaló al proyecto como un detonador de desarrollo económico y comercial del municipio y de la Región Tierra Caliente.